# Super Beaver
SUPER BEAVER (スーパービーバー) est un groupe de pop-rock japonais originaire de Tōkyō. Il est actuellement composé de 4 membres : Ryūta Shibuya, Ryōta Yanagisawa, Kenta Uesugi et Hiroaki Fujiwara.
Le groupe est notamment connu pour ses titres Shinkokyū (深呼吸), lequel a servi de 9e générique de fin à la série animée Naruto Shippuden en 2009, Rashisa (らしさ), lequel a servi de générique d'ouverture à la série animée Barakamon en 2014, et Toppakō (突破口), lequel a servi de générique d'ouverture à la saison 4 de la série animée Haikyū!!.

## Membres
- Ryūta Shibuya (渋谷 龍太, Shibuya Ryūta?), leader vocal du groupe ;
- Ryōta Yanagisawa (柳沢 亮太, Yanagisawa Ryōta?), guitariste et choriste du groupe ;
- Kenta Uesugi (上杉 研太, Uesugi Kenta?), bassiste du groupe ;
- Hiroaki Fujiwara (藤原 広明, Fujiwara Hiroaki?), batteur du groupe.

## Discographie

### Albums studio
- 2009 : Shinkei (心景)
- 2009 : Kofuku Kido (幸福軌道)
- 2010 : SUPER BEAVER (スーパービーバー)
- 2012 : Mirai no Hajimekata (未来の始めかた)
- 2013 : Sekai ga Me wo Samasu no Nara (界が目を覚ますのなら)
- 2014 : 361°
- 2015 : Aisuru (愛する)
- 2016 : 27
- 2018 : Kansei Zenya (歓声前夜)